# Exilisciurus exilis
Exilisciurus exilis es una especie de roedor de la familia Sciuridae.

## Distribución geográfica
Es endémica de Borneo y Banguey (Brunéi, Indonesia y Malasia Oriental).